# إزلينغتون الجنوبية وفينزبوري (دائرة انتخابية في المملكة المتحدة)
إزلينغتون الجنوبية وفينزبوري (بالإنجليزية: Islington South and Finsbury)‏ هي إحدى الدوائر الانتخابية في المملكة المتحدة الممثلة في مجلس العموم في برلمان المملكة المتحدة.
عضو البرلمان الذي يمثلها حالياً هو :Ms Emily Thornberry (Lab).